# 新挪威語維基百科
新挪威语為當代挪威人會話中使用的口语，使用人數三百多萬。里面包含很多英语口语的單詞， 不同于書面挪威语。
新挪威語維基百科為維基百科協作計劃之新挪威語版本，由非營利組織──維基媒體基金會維持負責。目前為各語言維基百科計劃中規模排名第35（依條目量計算）的維基百科。

## 统计
該計劃開始於2001年，在2006年9月已有超過17,000個條目，至2008年2月下旬已超過30,000個條目，2013年已超過100,000個條目。截至2021年7月9日，该语言版本维基百科拥有158,848篇条目。